# Tacuarembó
Tacuarembó je město v Uruguayi, sídlo stejnojmenného departementu. Leží ve vnitrozemí, 390 km severně od hlavního města Montevidea, s nímž je spojeno národní silnicí Ruta 5. Je obklopeno pahorkatinou Cuchilla de Haedo. Má 54 757 obyvatel (sčítání 2011) a je osmým největším městem v zemi.
Město založil roku 1832 důstojník uruguayské armády Bernabé Rivera na své objevitelské výpravě do vnitrozemí a pojmenoval ho San Frucutuoso podle svatého Fruktuosa, patrona Riverova bratra a tehdejšího prezidenta Uruguaye Fructuosa Rivery. Roku 1837 se stalo sídelním městem nového departementu Tacuarembó, pojmenovaného podle řeky Tacuaremboty, což v guaranštině znamená „rákosová řeka“. V roce 1912 bylo i město pojmenováno podle řeky. Roku 1917 byla vysvěcena katedrála svatého Fruktuosa.
Tacuarembó je centrem dobytkářské oblasti, ekonomickému životu dominuje potravinářský průmysl. Také se zde pěstuje obilí a těží dřevo kebračo. Životu místních gaučů je věnováno muzeum, každoročně v březnu se koná velká slavnost Fiesta de la Patria Gaucha. K rekreaci slouží nedaleké jezero Laguna de las Lavanderas obklopené parkem. Podnebí je subtropické, s průměrnou roční teplotou okolo 17 °C.
Ve městě se odehrává děj uruguaysko-argentinského filmu Miss Tacuarembó z roku 2010 s Natalií Oreirovou v hlavní roli. Narodil se zde spisovatel Jorge Majfud. Uruguayci tvrdí, že z nedaleké osady Valle Edén pocházel zpěvák Carlos Gardel, podle většiny pramenů se však narodil ve Francii.
Ve městě sídlí fotbalový klub Tacuarembó FC, bývalý účastník nejvyšší soutěže.